# Jällarsjön
Jällarsjön är en sjö i Åsele kommun i Lappland och ingår i Ångermanälvens huvudavrinningsområde. Sjön har en area på 0,845 kvadratkilometer och ligger 322 meter över havet. Sjön avvattnas av vattendraget Insjöbäcken.

## Delavrinningsområde
Jällarsjön ingår i det delavrinningsområde (711809-156220) som SMHI kallar för Inloppet i Insjön. Medelhöjden är 343 meter över havet och ytan är 24,94 kvadratkilometer. Det finns inga avrinningsområden uppströms utan avrinningsområdet är högsta punkten. Insjöbäcken som avvattnar avrinningsområdet har biflödesordning 2, vilket innebär att vattnet flödar genom totalt 2 vattendrag innan det når havet efter 188 kilometer. Avrinningsområdet består mestadels av skog (92 procent). Avrinningsområdet har 1,46 kvadratkilometer vattenytor vilket ger det en sjöprocent på 5,9 procent.